# Погожалка (Підкарпатське воєводство)
Погожалка (пол. Pogorzałka) — село в Польщі, у гміні Єжове Ніжанського повіту Підкарпатського воєводства.
У 1975-1998 роках село належало до Тарнобжезького воєводства.